# عمر شارماركي
عمر عبد الرشيد علي شارماركي (بالصومالية: Cumar Cabdirashiid Cali Sharmaarke)‏ (ولد في 19 يونيو 1960 - )، دبلوماسي وسياسي صومالي وعُين رئيس وزراء للصومال للمرة الثانية من قبل الرئيس شيخ شريف شيخ أحمد بتاريخ 17 ديسمبر 2014 خلفًا عبد ولي شيخ احمد الذي نشأ نزاع بينه وبين الرئيس بداية ديسمبر 2014 بسبب مذكرة بحجب الثقة في البرلمان، وقد سبق أن كلف برئاسة الوزراء للمرة الأولى في 14 فبراير 2009 لتشكيل الحكومة خلفاً لنور حسن حسين. الذي ينتمي إلى قبيلة الدارود وهي قبيلة الرئيس السابق عبد الله يوسف.

## السيرة الذاتية
هو ابن الرئيس الصومالي الأسبق عبد الرشيد علي شارماركي آخر رئيس منتخب ديمقراطياً وأكثرهم شعبية والذي اغتيل عام 1969. وبعد أيام من الاغتيال تسلم محمد سياد بري السلطة بانقلاب عسكري. وأمه رقية ظاهر علي بوس، ابنة أحد علماء الدين الصوماليين من المهرة.
تخرج من كلية الاقتصاد بجامعة الأمة الصومالية وعمل في بنك التنمية الوطنية بفترة حكم محمد سياد بري، كما أن لديه شهادة في العلوم السياسية والاقتصادية من جامعة كارلتون في أوتاوا. وتقطن عائلته بولاية فرجينيا بالولايات المتحدة، ويحمل كلا من الجنسيتين الصومالية والكندية.
تقلد عدد من المناصب الدبلوماسية بالأمم المتحدة في سيراليون وسريلانكا، وعمل كمستشار سياسي لأزمة دارفور في السودان. وعينته الحكومة الانتقالية السابقة برئاسة عبد الله يوسف سفيراً لها في واشنطن، إلا أنه لم يتمكن من مواصلة عمله لأسباب منها أن الحكومة الأمريكية لم تكن تعترف بالحكومة الصومالية بشكل رسمي.
ويقضي العرف المعمول به في مؤسسات الصومال بانتماء الرئيس ورئيس الحكومة ورئيس البرلمان إلى ثلاث قبائل مختلفة. وقد جرى التصويت عليه بالبرلمان الصومالي بتاريخ 14 فبراير 2009 حيث حصل على 410 مؤيداً مقابل 9 معارض وامتناع 2.